# Laphria futilis
Laphria futilis là một loài ruồi trong họ Asilidae. Laphria futilis được Wulp miêu tả năm 1872. Loài này phân bố ở miền Ấn Độ - Mã Lai.